# Büntetőeljárás
A büntetőeljárás az azzal szorosan összefonódó fogalom, a büntető eljárásjog útján határozható meg:  a büntető eljárásjog az a jogág (jogterület), amely a tág értelemben felfogott büntetőjog körében helyezkedik el, és amely többek között szabályozza: a bűncselekmény és a büntetőjogi jogkövetkezmények megállapításának rendjét; azt, hogy büntetőeljárás mely okok és feltételek alapján indítható; az eljárásnak melyek a szakaszai, a hatóságok és magánszemélyek milyen eljárási cselekményeket jogosultak és kötelesek elvégezni; az eljárásban milyen határozatok hozhatók; és milyen esetleges jogorvoslatok vehetők igénybe. Olyan szabályrendszer, amely bűncselekmény elkövetésével kapcsolatban a nyomozást, a vádemelést, a bírósági eljárást és a büntetés-végrehajtást rendező szabályokból áll.
Hatályos jogforrása Magyarországon 2018. július 1-jétől a 2017. évi XC. törvény.

## Története Magyarországon
Korábbi jogunkban a büntető eljárás két, összefüggő fogalmat jelölt: egyrészt az eljárást (bűnvádi eljárás), másrészt pedig azt a törvényt, amely az eljárás szabályait meghatározza (bűnvádi perrendtartás) vagy  ....
A bűnvádi perrendtartás tehát a bűnvádi eljárásra vonatkozó jogszabályok egybefoglalt kódexe volt. Az eljárási cselekményekre és a bíróság, valamint a bűnperben szereplő személyek jogkörére vonatkozó törvényes előírásokat és meghatározásokat tartalmazza. Nálunk az 1896:XXXIII. t.-c. alkotta meg a modern elvi alapokra épített bűnvádi perrendtartást (Bp), amely 1900. január 1-jén lépett életbe. Rendelkezéseit azóta több bűnvádi perrendtartás-novella módosította , főleg a büntető eljárás gyorsabbá, egyszerűbbé és olcsóbbá tételét célozva (így az 1928:X. t.-c., az ú. n. II. Büntetőnovella, az 1930:XXXIV. t.-c. a törvénykezés egyszerűsítéséről stb.). A bűnvádi perrendtartás első fejezeteiben a bíróságra, a vádra és védelemre vonatkozó előírásokat tartalmazza, majd az eljárási szakok és cselekmények, a nyomozás, vizsgálat, előzetes letartóztatás, lefoglalás, házkutatás stb. foganatosításánál kötelező szabályokat nyújtja. Következnek a vádiratra és a vád alá helyezésre, a főtárgyalás előkészítésére és lefolztatására vonatkozó rendelkezések, majd a rendes és rendkívüli perorvoslatok szabályozását illető jogszabályok, végül pedig a különleges bírói eljárásokra vonatkozó eltérő rendelkezések. A bűnvádi perrendtartás közel hatszáz §-ból álló hatalmas és részletesen kidolgozott kódex, szabályai, a világháború utáni egyes egyszerűsítési reformtörvények módosításaitól eltekintve, az Új idők  lexikona kiadásának évében, 1937-ben) is hatályban voltak. 

A bűnvádi eljárás a büntetendő cselekmények büntetés alá vonását szolgáló államhatalmi, bírói illetve rendőrhatósági eljárás. Célja a tettes és a részesek kinyomozása, az elkövetett cselekmény tényállásának felderítése, a bizonyítékok felkutatása és egybegyűjtése és a büntető ítélet hozatalának előmozdítása. Az előkészítő eljárás után következik a bűnvádi eljárás  legfontosabb része, a bűnügy bírói ítélet alá vonása, az ú. n. bűnper. A bűnvádi eljárás lefolytatása, tekintettel a közbiztonság és a jogvédelem érdekeire, szigorúan előírt szabályok értelmében történik, a bíróságon kívül szereplő személyek, a vádhatóság és a védelem képviselőjének, a sértettnek és terheltnek, ill. vádlottnak jogköre pontos körülírást nyert. A bűnvádi eljárás ra vonatkozó szabályokat kimerítően összefoglalja a Bűnvádi perrendtartás 

## A büntetőeljárás meghatározása

### A büntetőjog és a büntető eljárásjog viszonya
A büntetőeljárás tehát, ahogy a fenti meghatározásból is kitűnik, összefoglalóan a büntetőjogi felelősségre vonásra irányuló folyamatot jelenti.
Büntetőjogról beszélhetünk tágabb és szűkebb értelemben. A tágabb értelemben vett büntetőjogba beletartozik egyrészt a szűkebb értelemben vett büntetőjog (vagy más elnevezéssel büntető anyagi jog), másrészt a büntető eljárásjog (más néven: büntető alaki jog), végül a büntetés-végrehajtási jog.
A szűkebb értelemben vett büntetőjog szabályai elsődlegesen azt határozzák meg, hogy mi tekinthető bűncselekménynek (pl.: a Btk. 316. §-a szerint: aki mástól idegen dolgot azért vesz el, hogy azt jogtalanul eltulajdonítsa, lopást követ el), illetve, hogy bűncselekmény elkövetése esetén milyen szankciókat lehet (illetve kell) alkalmazni (pl. szabadságvesztés, pénzbüntetés, közérdekű munka stb.). (A büntetőjog jogforrása a Büntető Törvénykönyv, azaz a 2012. évi C. törvény.)
A büntetőjog azonban csak a fent leírtakat szabályozza, ám nem mond semmit arról, hogy ha a való életben bűncselekmény történik, akkor hogyan és kiknek kell felderíteni az elkövetőt, hogyan kell beszerezni a bizonyítékokat, illetve milyen keretben történik a büntetőjogi felelősségre vonás (azaz, hogy az elkövetőt végül „elítélik”, amelynek következtében „börtönbe kerül”, vagy más büntetést kap). Ezt a célt szolgálja a büntető eljárásjog. A büntető eljárásjog ugyanis a felelősségre vonás rendjével foglalkozik, tehát lényegében a büntetőjog tényleges alkalmazási kereteit adja meg. Így a büntető eljárásjog meghatározza például, hogy az eljárás nyomozással kezdődik, amelyet a nyomozó hatóságok (pl. rendőrség) végeznek, és amelyet az ügyész felügyel; ha a bizonyítékok összegyűltek, akkor az ügyész – ha ennek feltételei megvannak – vádat emel, amelyet követően az ügy bíróságra kerül, ahol is tárgyalás keretében dönt a bíróság a megvádolt személy bűnösségéről.

### Jogforrásai
A büntetőeljárás legfontosabb és elsődleges, bár már nem hatályos jogforrása a Büntetőeljárásról szóló 1998. évi XIX. törvény (a továbbiakban: Be.). Természetesen ezen kívül más jogszabályok is tartalmaznak a büntetőeljárásra vonatkozó rendelkezéseket. Ezek közül kiemelt helyet foglal el az Alaptörvény, amely fontos rendelkezéseket tartalmaz a bíróság és az ügyészség szervezetéről és alkotmányos szerepéről, illetve rögzít olyan fontos büntetőeljárási alapelveket, mint az ártatlanság vélelme, vagy a nyilvánosság elve. Ezeken kívül további más törvények (pl. a bíróság, vagy az ügyészség szervezetéről, a szakértőkről, vagy az ügyvédekről szóló törvények), illetve alacsonyabb szintű jogszabályok is tartalmaznak büntetőeljárási vonatkozású szabályokat.

### A büntetőeljárás szakaszai és részei
A büntetőeljárást hagyományosan (így a korábbi magyar jog, illetve külföldi nézetek szerint) két szakaszra szokás felosztani: előkészítő és tárgyalási szakaszra. Ebből a szempontból tehát a büntetőeljárásban központi szerepet tölt be a tárgyalási szakasz (a per), amelyet szükségszerűen megelőz egy nyomozási, vagy vizsgálati előkészítő szakasz.
A hatályos büntetőeljárási törvény – és a témával foglalkozó szerzők többsége – azonban az eljárás három fő szakaszát különíti el: 1. nyomozás,  2. vádemelés (ügyészi szakasz), és 3. bírósági szakasz. Az első szakaszban folyik a bűncselekmény felderítés, és a bizonyítékok beszerzése. E szakasz eljárási cselekményeit (kihallgatások, szemlék, adatgyűjtés stb.) a nyomozó hatóság végzi az ügyész felügyelete (és gyakran irányítása) alatt. A vádemelési szakasz ura szintén az ügyész; e rövid szakaszban az ügyész a nyomozás anyaga alapján dönt a nyomozás megszüntetéséről, vagy a vádemelésről, esetleg annak alternatíváiról (pl. közvetítői eljárás, vádemelés elhalasztása). A vádemelést a bírósági szakasz követi, amelynek központjában a tárgyalás áll; nyilvános, koncentrált bizonyítási eljárás alapján itt történik meg a tényleges döntés a büntetőjogi felelősségre vonásról. A jogerős bírói döntést  követően pedig a büntetőeljárás befejeződik, és amennyiben elítélésre került sor, úgy kezdetét veszi a büntetés végrehajtása.
(Van olyan nézet is, amely nyomozási, közbenső, és tárgyalási szakaszt különít el, ahol is a közbenső szakasz alatt egyrészt a vádemelési, másrészt a tárgyalás előkészítési szakaszát érti. Szintén megemlíthető, hogy a nyomozási szakaszt korábban szokás volt nyomozási és vizsgálati szakaszra felosztani, illetve külön eljárási szakaszként kezelhető az esetleges másod-, vagy harmadfokú bírósági eljárás, amennyiben az elsőfokú bírósági határozatot fellebbezéssel támadták meg.)
A büntetőeljárás, mint valóságos folyamat szakaszokra történő felosztása mellett, szokás beszélni a büntető eljárásjog, mint jogterület részeiről is, amely elsősorban didaktikai, oktatási szempontból bír jelentőséggel. E szerint a büntető eljárásjog általános (vagy statikus), és különös (vagy dinamikus) részre osztható fel. Az általános részhez tartozó témakörök: az alapelvek, az eljárás alanyai, az eljárási cselekményekre vonatkozó szabályok, a bizonyítás, és a kényszerintézkedések (ezek tehát olyan általános szabályok, amelyeket a különös részben taglalt eljárási szakaszoknál kell alkalmazni). A különös rész témakörei pedig: a nyomozás, a vádemelés, a tárgyalás (elsőfokú bírósági eljárás), a másod-, és harmadfokú bírósági eljárás, a rendkívüli jogorvoslatok, a külön eljárások, és a különleges eljárások. Ezen témakörök egyébként csaknem teljesen megegyeznek a Be. fejezetcímeivel.

### Büntetőeljárási rendszerek
A büntető eljárásjog tudománya az eljárási rendszer jobb megértése érdekében a büntetőeljárás akkuzatórius (vádelvű), inkvizitórius (nyomozóelvű), és vegyes modelljét  különbözteti meg.
Az akkuzatórius rendszerben – amely például az ókori görög, vagy római, illetve a XIII. századi germán és normann igazságszolgáltatást jellemezte – jellemzően a sértett vádja alapján indult meg az eljárás, amelynek során nyilvános tárgyaláson, leginkább formális bizonyítás (pl. tűzpróba) alapján döntött a bíró a megvádolt felelősségéről.
Az inkvizitórius szisztémában (amely szinte a teljes középkori, és újkori Európát jellemezte) az eljárás hivatalból, vád nélkül indult meg, amelynek során a vizsgálatot, és az ítélkezést ugyanaz a személy végezte. Az eljárás írásbeli és titkos volt, amelynek során gyakran alkalmazott a hatóság kínzást (tortúrát) a bizonyítás sikeressége érdekében.
A vegyes eljárási rendszerben – amilyen szinte az összes jelenkori eljárási rendszer – a két modell jellemzői ötvöződnek: a nyomozási szakasz az inkvizitórius modell néhány jegyét viseli magán, míg a tárgyalási szakasz vádelvű, és az akkuzatórius rendszerhez hasonlítható.

## A büntetőeljárás alapelvei
A büntetőeljárás alapelvei olyan, az egész eljáráson végighúzódó elvi tételek, amelyek kifejezik a büntetőeljárás sajátosságait, meghatározzák az eljárás rendszerét, a hatóságoknak és az eljárás résztvevőinek joghelyzetét, az eljárási cselekmények általános rendjét, a büntetőeljárás lefolytatásának és a büntetőjogi felelősség eldöntésének szabályait. (Cséka Ervin)
A büntetőeljárás alapelveit többféleképpen szokás csoportosítani. A legáltalánosabb felfogás szerint szervezeti és működési alapelveket különböztethetünk meg. A szervezeti alapelvek a következők: 1. a bíróságok igazságszolgáltatási monopóliuma, 2. a törvény előtti egyenlőség, 3. a társasbíráskodás, 4. a néprészvétel, 5. a bírói függetlenség és pártatlanság. A szervezeti alapelveket nem a Be. tartalmazza, hanem az Alkotmány, és a bíróságok szervezetéről szóló törvény. A működési alapelveket a Be. szabályozza, amelyek a következők:
1. Az eljárási feladatok megoszlása (kontradiktórium): A büntetőeljárásban a vád, a védelem és az ítélkezés elkülönül.
2. A bíróság eljárásának alapja (vádelv): a bíróság az ítélkezés során kizárólag törvényes vád alapján járhat el. A vád akkor törvényes, ha a vádemelésre jogosult a bírósághoz intézett indítványában meghatározott személy pontosan körülírt, büntető törvénybe ütköző cselekménye miatt a bírósági eljárás lefolytatását kezdeményezi. A bíróság csak annak a személynek a büntetőjogi felelősségéről dönthet, aki ellen vádat emeltek, és csak olyan cselekmény miatt, amelyet a vád tartalmaz. A bíróság köteles a vádat kimeríteni, a vádon túl nem terjeszkedhet.
3. Jog a bírósági eljáráshoz: mindenkinek joga van ahhoz, hogy az ellene emelt vádról bíróság döntsön. Bűncselekmény elkövetése miatt bárkinek a felelősségét megállapítani, és emiatt vele szemben büntetést kiszabni egyedül a bíróság jogosult.
4. Jogorvoslati jog: Ha e törvény kivételt nem tesz, a bíróság, az ügyész és a nyomozó hatóság határozatai, valamint az ügyész és a nyomozó hatóság intézkedései ellen, illetőleg, ha e törvény azt lehetővé teszi, a bíróság, az ügyész és a nyomozó hatóság intézkedésének elmulasztása miatt jogorvoslatnak van helye.
5. A bizonyítási teher: a vád bizonyítása a vádlót terheli. A kétséget kizáróan nem bizonyított tény nem értékelhető a terhelt terhére.
6. A védelem joga: a terheltet megilleti a védelem joga. Mindenkinek joga van ahhoz, hogy szabadlábon védekezzék. E jogot korlátozni, illetőleg bárkinek a szabadságát elvonni csak a Be-ben meghatározott okból és a törvényben meghatározott eljárás alapján lehet. A terhelt személyesen védekezhet, és a védelmét az eljárás bármely szakaszában védő is elláthatja. A bíróság, az ügyész és a nyomozó hatóság biztosítja, hogy az, akivel szemben a büntetőeljárást folytatják, az e törvényben meghatározott módon védekezhessék. A védő eljárása az e törvényben meghatározott esetekben kötelező.
7. A hivatalból történő eljárás (officialitás): A bíróságnak, az ügyésznek és a nyomozó hatóságnak kötelessége, hogy a törvényben megállapított feltételek esetén a büntetőeljárást megindítsa, illetőleg az eljárást lefolytassa.
8. Az ártatlanság vélelme: Senki sem tekinthető bűnösnek mindaddig, amíg bűnösségét a bíróság jogerős ügydöntő határozata meg nem állapítja.
9. Az önvádra kötelezés tilalma: senki sem kötelezhető arra, hogy önmagát terhelő vallomást tegyen, és önmaga ellen bizonyítékot szolgáltasson.
10. Az anyanyelv használata: A büntetőeljárás nyelve a magyar. A magyar nyelv nem tudása miatt senkit sem érhet hátrány. A büntetőeljárásban mind szóban, mind írásban mindenki az anyanyelvét, regionális vagy kisebbségi nyelvét vagy – ha a magyar nyelvet nem ismeri – az általa ismertként megjelölt más nyelvet használhatja.

## A büntetőeljárás alanyai
A büntetőeljárás alanyai a büntetőeljárásban részt vevő szervezetek és személyek. Ilyen szervezet: a nyomozó hatóság, az ügyész, és a bíróság. Az eljárásban részt vevő személyek pedig: a terhelt, a védő, a sértett, a magánvádló, a pótmagánvádló, a magánfél, az egyéb érdekeltek, a képviselők és a segítők.

### A nyomozó hatóság
A nyomozó hatóságok feladata értelemszerűen a nyomozás teljesítése, azaz a bűncselekmény és az elkövető felderítése, a bizonyítékok beszerzése. A magyar büntetőeljárásban az általános nyomozó hatóság a rendőrség, míg speciális nyomozó hatóság elsődlegesen a  Nemzeti adó és vámhivatal (meghatározott bűncselekmények esetén: pl. csempészet, jövedéki orgazdaság, adócsalás). Ezen kívül speciális esetben a külföldön lévő magyar kereskedelmi hajó, illetőleg polgári légi jármű parancsnoka is nyomozó hatóságként léphet fel. Vannak továbbá olyan bűncselekmények, amelyek esetén kizárólag az ügyész, vagy – katonai bűncselekmények esetén – a katonai ügyész végezheti a nyomozást.

### Az ügyész szerepe
Az ügyész szerepe kulcsfontosságú a büntetőeljárás minden szakaszában. A nyomozási szakaszban ő felügyeli a nyomozást (a nyomozó hatóságot nyomozási cselekményekre utasítja, az iratokat magához kérheti, a nyomozási cselekményeknél jelen lehet stb.), vagy maga nyomoz (pl. a rendőrség hivatásos állományú tagja ellen elkövetett bűncselekményeknél, mentességet élvező személy által elkövetett bűncselekmények, vagy az igazságszolgáltatás elleni bűncselekmények – pl. hamis vád, hamis tanúzás – esetén.) A vádemelési szakaszban ő dönt a vádemelésről, vagy annak alternatíváiról, illetőleg a nyomozás megszüntetéséről. A bírósági eljárásban képviseli a vádat, azzal rendelkezik: elejtheti, módosíthatja; továbbá korlátlan indítványtételi és jogorvoslati joga van. Az ügyészség négy szintű szervezet: városi (kerületi) ügyészségekre, megyei (fővárosi) főügyészségekre, fellebbviteli főügyészségekre, és a Legfőbb Ügyészségre tagozódik.

### A bíróság szerepe
A bíróság az igazságszolgáltatás legfőbb letéteményese, ez az elsődleges feladata. Ezen kívül szintén a bíróság dönt a büntetőeljárásban a személyi szabadság elvonásával és korlátozásával járó kényszerintézkedésekről (pl. előzetes letartóztatás), illetve egyéb feladatokat is ellát (pl. különleges eljárások). A bíróság szintén négy szintű szervezet, az eljárás pedig háromfokú lehet. Első fokon a helyi bíróságok ítélkeznek, illetve bizonyos súlyos bűncselekmények esetén (pl. emberölés) a törvényszékek. Másodfokon jár el a törvényszék a helyi bíróság hatáskörébe tartozó ügyekben, az ítélőtábla pedig a törvényszék hatáskörébe tartozó ügyekben. Harmadfokon jár el az ítélőtábla azokban az ügyekben, amelyekben másodfokon a törvényszék járt el, a Kúria pedig azokban az ügyekben, amelyekben másodfokon az ítélőtábla járt el. A helyi bíróság egyesbíróként, vagy – súlyosabb bűncselekmények esetén – 2 ülnökkel együtt tanácsban jár el, a törvényszék pedig mindig ez utóbbi formában ítélkezik. A másod- és harmadfokú bíróság általában 3 hivatásos bíróból álló tanácsban jár el.

### A terhelt
A terhelt az, akivel szemben büntetőeljárást folytatnak. Elnevezése az eljárás szakaszaiban változik: a nyomozás során gyanúsított, a bírósági eljárásban vádlott, a büntetés jogerős kiszabása után elítélt. A terhelt hátrányos pozícióját számos jogosultság igyekszik kompenzálni. A terhelt jogosult megismerni a gyanúsítás vagy vád tárgyát, ezek változtatásait, megfelelő időt és körülményeket kell biztosítani a védekezésre való felkészüléshez, joga van jogairól felvilágosítást kapni, védőt meghatalmazni vagy kirendelését indítványozni, vallomást tenni vagy a vallomástételt megtagadni, védőjével ellenőrzés nélkül tanácskozni, bizonyítékot előterjeszteni, indítványt és észrevételt tenni, az utolsó jogán felszólalni (erre a törvény nem határoz meg időkeretet), tárgyaláson és a személyi szabadságot érintő bírói engedélyes kényszerintézkedés tárgyában tartandó ülésen jelen lenni és kérdéseket feltenni, jogorvoslattal élni, az ügyiratokat (törvényben meghatározott kivételekkel pl.: védett tanú adatait nem ismerheti meg) teljes terjedelmében megismerni, egyezség megkötését, illetve ügyészi intézkedés vagy határozat kilátásba helyezését kezdeményezni. Fogva tartott terhelt jogosult a felsoroltak mellett az általa választott személlyel a vádemelés előtt személyesen felügyelet mellett, továbbá postai vagy elektronikus úton ellenőrzés mellett érintkezni. Törvénnyel kihirdetett nemzetközi szerződésben meghatározott személlyel, hatósággal a nemzetközi szerződésben meghatározottak szerint érintkezhet. Külföldi állampolgár esetén az államának konzuli képviselőjével a kapcsolatot felveheti és ellenőrzés nélkül érintkezhetnek. A terhelt köteles az eljárási cselekményeken jelen lenni (kivételt képez, hogy a tárgyaláson való jelenlét jogáról a vádemelés után bármikor lemondhat amennyiben védővel rendelkezik és azt felhatalmazta kézbesítési feladatok ellátására), lakcímét, értesítési címét, tényleges tartózkodási helyét, kézbesítési címét, valamint ezek megváltozását 3 munkanapon belül közölni.

### A védő
A védő a magyar eljárásban ügyvéd (vagy kivételesen európai közösségi jogász) lehet. Ügyvédjelölt is eljárhat védőként az ügyvéd mellett, vagy annak helyetteseként a vádemelés előtt, illetve vádemelés után a járásbíróságon és a törvényszéken, utóbbi esetén viszont perbeszédet nem tarthat. A védőt megilletik a terhelt jogai, az eljárási cselekményeken jelen lehet, adatokat gyűjthet és fogadhat magánnyomozót is. A védő kötelezettségei közé tartozik, hogy a terhelt érdekében minden törvényes védekezési eszközt és módot kellő időben felhasználnáljon, a terhelttel késedelem nélkül felvegye a kapcsolatot, terheltet tájékoztassa a jogairól és kötelezettségeiről, terheltet mentő, illetve a felelősségét enyhítő tények felderítését szorgalmazza, akadályoztatás esetén a védelem helyettesítéséről gondoskodjon és egyidejűleg az akadályoztatás tényéről az eljáró bíróságot, ügyészséget vagy nyomozó hatóságot tájékoztassa. A védő köteles jogait úgy gyakorolni és kötelezettségeit úgy teljesíteni, hogy azzal a büntetőeljárás időszerű lefolytatását ne akadályozza. 
A védő meghatalmazással, vagy kirendeléssel kapcsolódhat be az eljárásba. A terhelt bármikor meghatalmazhat védő, kirendelésre viszont csak akkor kerül sor, ha nincs meghatalmazott védő, és a törvény a védelmet kötelező teszi, vagy ha a terhelt anyagilag rászorul. A Be. meghatározza a kötelező védelem eseteit: ha a terheltet fogva tartják, vagy ha a bűncselekmény öt évig terjedő vagy ennél súlyosabb szabadságvesztéssel büntetendő, a terhelt nem ismeri a magyar nyelvet, a terheltnek olyan fogyatékossága van amely korlátozza a kommunikációs képességeit (pl.: hallássérült vagy kóros elmeállapotú), a terhelt egyéb okból nem képes személyesen védekezni, terhelt indítványozza vagy a bíróság, ügyészség, nyomozó hatóság szükségesnek véli a védő kirendelését. Vádemelés előtt az ügyészség vagy a nyomozó hatóság, vádemelés után pedig a bíróság gondoskodik más védő kirendeléséről, ha védővel szemben kizáró ok merül fel, a védő elérhetetlen (és az eljárási cselekmény elvégzése nem mellőzhető), vagy ha a területi ügyvédi kamara a védő kijelöléséről a kirendelő határozat kézhezvételétől számított egy órán belül nem gondoskodik. A védő kirendelése, illetve kijelölése ellen nincs helye jogorvoslatnak. A terhelt indokolt esetben más védő kijelölését indítványozhatja, melyről az a bíróság, ügyészség vagy nyomozó hatóság dönt, amely előtt az eljárás folyamatban van. A saját felmentését indokolt esetben a kirendelt védő is indítványozhatja. A bíróság, az ügyészség vagy a nyomozó hatóság a védő helyettesítésére helyettes védőt rendel ki, ha a védő az eljárási cselekményen szabályszerű idézés ellenére nem jelenik meg és alapos okkal előzetesen nem mentette ki magát, illetve helyettesítéséről nem gondoskodott, valamint az eljárási cselekmény elvégzésének egyéb feltételei fennállnak és a cselekmény nem mellőzhető. A helyettes védő perbeszédet nem tarthat, kivéve, ha a terhelt ehhez hozzájárul.

### A sértett
A sértett az a természetes vagy nem természetes személy, akinek vagy amelynek a jogát vagy a jogos érdekét a bűncselekmény közvetlenül sértette vagy veszélyeztette. A sértett ezen kívül más eljárási pozíciókba is kerülhet (ld. részletesen lejjebb): magánvádlóként, pótmagánvádlóként, magánfélként léphet fel, illetve kihallgathatják tanúként is. A sértett jogosult arra, hogy bizonyítékot terjesszen elő, indítványt és észrevételt tegyen, perbeszéd során felszólaljon, eljárási cselekményeken jelen legyen és kérdéseket tegyen fel, ügyiratokat (kivételektől eltekintve) megismerje, jogairól és kötelezettségeiről felvilágosítást kapjon, jogorvoslattal éljen, segítőt vegyen igénybe, magánfélként, magánvádlóként, pótmagánvádlóként fellépjen, továbbá bármikor nyilatkozhat, hogy a bűncselekmény következtében milyen testi, lelki sérelmet szenvedett, milyen vagyoni hátrány érte, illetve kívánja-e a terhelt bűnösségének megállapítását és megbüntetését. A sértett jogosult arra is, hogy kérelmére tájékoztassák a letartoztatott, a szabadságvesztésre ítélt, az elzárásra ítélt, az előzetes kényszergyógykezelt, a kényszergyógykezelt és a javítóintézeti nevelés esetén ideiglenes vagy végleges szabadon bocsátásáról vagy szökéséről. A sértett kötelezettsége némileg megegyezik a terhelt kötelezettségeivel, hiszen a törvény itt is az eljárási cselekményeken való részvételt és a címbejelentési kötelezettséget említi.
Lehetőség van a sértetti jogutódlásra ha a sértett akár a büntetőeljárás megindítása előtt, akár azután meghal. Helyébe hozzátartozója, törvényes képviselője vagy a sértett által jogszabály, illetve szerződés alapján eltartott személy léphet. Nem természetes személy sértett megszűnése esetén helyébe 1 hónapon belül a jogutódja léphet. A jogutód nem léphet fel magánfélként, de egyebekben a jogai azonosak a jogelőd jogaival. Több fellépésre jogosult személy esetén az érintettek kijelölhetik maguk közül a sértetti jogokat gyakorló személyt. Megegyezés hiányában az a személy gyakorolhatja a sértett jogait, aki az eljárásban elsőként fellépett.

### A magánvádló
A Be. felsorol 6 olyan enyhe súlyú bűncselekményt (könnyű testi sértés, magántitok megsértése, levéltitok megsértése, rágalmazás, becsületsértés és kegyeletsértés), amelyek esetén az állam főszabályként nem kívánja büntetőmonopóliumát gyakorolni, és az eljárás kizárólag a sértett magánvádjára – tehát nem hivatalból – indul meg. A magánvádas eljárás olyan külön eljárás (ld. majd később), amelyben a vádat már eredetileg sem az ügyész, hanem a magánvádló (azaz az ügy sértettje) képviseli. Fontos megjegyezni, hogy ha bíró, ügyész vagy rendvédelmi szerv tagjának sérelmére, annak hivatalos eljárása alatt, illetve emiatt követik el a becsületsértést és a rágalmazást az közvádra üldözendő lesz.
Kölcsönösen elkövetett könnyű testi sértés, rágalmazás és becsületsértés miatt az egyik sértett feljelentésére megindított eljárásban magánindítványt előterjesztő másik sértett viszonvádlóként jár el.

### A pótmagánvádló
Bizonyos esetekben az ügyész az eljárás során olyan döntést hoz, amely az eljárás megakasztásához, megszüntetéséhez vezet (a feljelentést elutasítja, a nyomozást megszünteti, a vádat elejti stb.). Ez esetekben azonban a bűncselekmény sértettje lehet, hogy nem ért egyet az ügyész ilyen döntésével, ezért mintegy az ügyész helyébe lépve – a törvény által meghatározott esetekben – pótmagánvádlóként lép fel, és ezután a bírósági eljárás az ő vádjára folytatódik tovább.

### A magánfél
Sok esetben a bűncselekmény elkövetésével összefüggésben a sértettnek ún. polgári jogi igénye is keletkezik, amely leggyakrabban kártérítési igényt jelent (pl. a rongálás bűncselekménye nyilván anyagi kárt is okoz). A magánfél az a sértett, aki a büntetőeljárásban ilyen polgári jogi igényt érvényesít. Az eljárások egyszerűsítése érdekében ugyanis a törvény lehetővé teszi, hogy a bűncselekménnyel összefüggésben keletkezett polgári jogi igényeket ne kelljen külön polgári bírósági úton érvényesíteni, hanem azokat a büntetőbíróság is elbírálhassa.

### Az egyéb érdekeltek
Az egyéb érdekeltek azok a személyek, akiknek a jogára vagy a jogos érdekére a büntetőeljárásban hozott határozat közvetlen hatással lehet (pl. a házkutatás elszenvedője). A Be. egy esetet külön ki is emel: ha az eljárás olyan bűncselekmény miatt folyik, amellyel kapcsolatban elkobzásnak, illetőleg vagyonelkobzásnak van helye, annak az egyéb érdekeltnek a jogaira, aki az elkobozható, illetőleg az olyan dolog tulajdonosa, amelyre vagyonelkobzás rendelhető el, a sértett jogai az irányadók.

### A képviselők
A büntetőeljárásban is lehetőség van rá, hogy egyes eljárási alanyok a jogaikat ne személyesen, hanem képviselő útján gyakorolják. Erre jogosult a sértett, a magánvádló, a pótmagánvádló, a magánfél, illetve az egyéb érdekelt. Képviselő lehet ügyvéd, nagykorú hozzátartozó, vagy jogi személyek, állami szervek esetén a törvényben meghatározott, képviseleti joggal rendelkező személy.

### A segítők
A segítők a törvényben meghatározott tevékenységet fejthetnek ki a terhelt, a tanú és az e törvényben meghatározott más személyek érdekében. Ilyen pl. a tanú érdekében eljáró ügyvéd.

## A büntetőeljárás általános eljárási szabályai
Az ide tartozó szabályok elsődlegesen technikai jellegű előírások. A Be. itt szabályozza többek között a határidők, az igazolási kérelem, az idézés és az értesítés, a kézbesítés, az iratmásolat kérés, az iratkezelés, az egyesítés és elkülönítés, a megkeresések, a körözés, a bűnügyi költség kérdéseit.

## A bizonyítás

### A bizonyítás jelentése és jelentősége
A bizonyítás a Be. rendszerében a valóság felderítésére irányuló eljárást jelenti. A Be. szerint A bizonyítás azokra a tényekre terjed ki, amelyek a büntető és a büntetőeljárási jogszabályok alkalmazásában jelentősek. A bizonyítás során a tényállás alapos és hiánytalan, a valóságnak megfelelő tisztázására kell törekedni (azonban, ha az ügyész nem indítványozza, a bíróság nem köteles a vádat alátámasztó bizonyítási eszközök beszerzésére, és megvizsgálására).

### A bizonyítás eszközei
A Be. megkülönböztet bizonyítási eszközöket: tanúvallomás, terhelt vallomása, szakvélemény, pártfogó felügyelői vélemény, tárgyi bizonyítási eszköz (irat, okirat is ideértendő), elektronikus adat; és bizonyítási eljárásokat: szemle, helyszíni kihallgatás, bizonyítási kísérlet, felismerésre bemutatás, szembesítés, műszeres vallomásellenőrzés, illetve ide tartozhat a szakértők párhuzamos meghallgatása.

### A bizonyítás törvényessége
A Be. szigorúan előírja, hogy a bizonyítási eszközök felderítése, összegyűjtése, biztosítása és felhasználása során a törvény rendelkezései szerint kell eljárni, továbbá, hogy a bizonyítási cselekmények végzésekor az emberi méltóságot, az érintettek személyiségi jogait és a kegyeleti jogot tiszteletben kell tartani, és biztosítani kell, hogy a magánéletre vonatkozó adatok szükségtelenül ne kerüljenek nyilvánosságra.

### A bizonyítékok értékelése
A magyar büntetőeljárás a szabad bizonyítási rendszer talaján áll, a büntetőeljárásban ugyanis szabadon felhasználható a törvényben meghatározott minden bizonyítási eszköz, és szabadon alkalmazható minden bizonyítási eljárás és a bizonyítás eszközeinek és a bizonyítékoknak nincs törvényben előre meghatározott bizonyító ereje. A bíróság és az ügyész pedig a bizonyítékokat egyenként és összességükben szabadon értékeli, és a bizonyítás eredményét az így kialakult meggyőződése szerint állapítja meg. A törvény azonban külön kitér a törvénytelen bizonyítékok tilalmára: nem értékelhető ugyanis bizonyítékként az olyan bizonyítási eszközből származó tény, amelyet a bíróság, az ügyész vagy a nyomozó hatóság bűncselekmény útján, más tiltott módon vagy a résztvevők eljárási jogainak lényeges korlátozásával szerzett meg.

### A tanúvallomás
A tanúvallomás az egyik leggyakrabban alkalmazott bizonyítási eszköz. Tanúként az hallgatható ki, akinek bizonyítandó tényről tudomása lehet. A vallomástétel akadálya a vallomástétel tilalma és a megtagadása. Vallomástétel tilalma alatt értendő az, mikor valamilyen titoktartási kötelezettség (pl.: védő, egyházi személy, minősített adatról tudommással bíró személy) vagy testi, szellemi állapot miatt nyilvánvalóan nem várható el helyes vallomás. Megjegyzendő, hogy abban az esetben, ha a titoktartási kötelezettség alól felmentést kap, akkor nem vonatkozik rá a tilalom (itt a foglalkozásánál vagy közmegbízatásánál fogva titoktartásra köteles személyeket kell érteni, a korábban felsorolt három példa kivételével). A tanú a vallomástételt megtagadhatja ha a terhelt hozzátartozója, illetve az, aki magát vagy hozzátartozóját bűncselekmény elkövetésével vádolná. Utóbbi alapján akkor is megtagadhatja a tanúvallomást, ha a tanúvallomást a terhelt hozzátartozójaként nem tagadta meg, vagy a kérdéses bűncselekmény miatt az eljárást vele szemben megszüntették, vele szemben feltételes ügyészi felfüggesztést alkalmaztak, vagy büntetőjogi felelősségét már jogerősen elbírálták. Ugyanakkor a tanú nem tagadhatja meg a vallomástételt, ha az ügyészség a feljelentést elutasította, az eljárást vele szemben tevékeny megbánás vagy nagymértékű együttműködés miatt megszüntették, az együttműködése folytán nem büntethető, vagy a kötelezettség vállalásával egyezséget kötött.
A törvény kitér a médiatartalom-szolgálttatókra (újságírókra) is, akik megtagadhatják a vallomástételt, ha azzal felfednék az informátoruk kilétét. A bíróság mégis kötelezheti a szolgáltatót az informátor kilétésének felfedésére abban az esetben, ha 3 évig terjedő, vagy ettől súlyosabb szabadságvesztéssel büntetendő szándékos bűncselekmény felderítése érdekében nélkülözhetetlen és az ettől várható bizonyíték mással nem pótolható, bűncselekmény felderítéséhez fűződő érdek egyértelműen meghaladja az információforrás titokban maradásához fűződő érdeket.
Ha a tanú a vallomástétel akadályára hivatkozással megtagadja a vallomástételt, az ezt elutasító határozat elleni jogorvoslatnak halasztó hatálya van. Fontos, hogy vallomástétel megtagadásának nincs visszaható hatálya, a korábban tett vallomás akkor is felhasználható, ha később megtagadta a vallomástételt. Ennek feltétele, hogy a tanúvallomásról készült jegyzőkönyvből a tanúzási figyelmeztetés és az arra adott válasz egyértelműen kitűnjön.
Az e szabályok megsértésével felvett vallomás bizonyítékként nem használható fel. Egyebekben azonban a tanúnak megjelenési, vallomástételi és igazmondási kötelezettsége van (ennek kikényszerítésére vele szemben kényszerintézkedést: rendbírságot, elővezetést is lehet alkalmazni), jogosult ellenben a megjelenésével felmerült költségek megtérítésére, továbbá a tanúvédelemre (zárt adatkezelés, különösen védetté nyilvánítás, tanúvédelmi program).
A tanúkat egyenként kell kihallgatni. A kihallgatás megkezdésekor meg kell állapítani a tanú személyazonosságát (neve, születési neve, születési helye és ideje, anyja neve, állampolgársága, személyazonosító okmányának száma, lakcíme, értesítési címe, tényleges tartózkodási helye, kézbesítési címe, telefonos elérhetősége, foglalkozása). A tanú elfogultságát, érdekeltségét akkor is tisztázni kell, ha a vallomástételnek akadálya van. A tanú a kihallgatása során a vallomását összefüggően előadja, ezután a hozzá intézett kérdésekre válaszol. A tanúnak nem tehető fel olyan kérdés, amely a választ magában foglalja vagy a feleletre útmutatást tartalmaz, a törvénnyel össze nem egyeztethető ígéretet tartalmaz, vagy valótlan tény állítását foglalja magában.
A vallomást írásban is megtehetik, ha azt a tanú saját kezűleg leírja és aláírja, minősített vagy minősített tanúsítványon alapuló fokozott biztonságú elektronikus aláírásával látja el, azt elektronikus kapcsolattartás útján teszi meg, vagy bíróval, közjegyzővel vagy a törvényben meghatározott más személlyel hitelesítteti.

### A terhelt vallomása
A korábbi jog a terhelt vallomását a „bizonyítékok királynőjének” tartotta, ezért beismerés esetén bizonyos esetekben eltekintett a további bizonyítékok beszerzésétől. A hatályos törvény azonban főszabályként azt írja elő, hogy a terhelt beismerése esetén meg kell szerezni az egyéb bizonyítékokat is. 
Figyelmeztetni kell az első kihallgatásakor, hogy nem köteles vallomást tenni, a vallomás megtagadása az eljárás folytatását nem akadályozza, vallomása bizonyítékként használható fel (ez az ún. Miranda figyelmeztetés), mást bűncselekmény elkövetésével hamisan nem vádolhat. Ha a terhelt vallomást kíván tenni, meg kell kérdezni tőle a foglalkozását, munkahelyét, iskolai végzettségét, családi körülményeit, egészségi állapotát, jövedelmi viszonyait, vagyoni körülményeit, katonai rendfokozatát, a címzetes rendfokozatát és a kitüntetéseit. A terheltnek más ügyben tett vallomása bizonyítási eszközként akkor használható fel, ha a vallomásról készült jegyzőkönyvből a terhelti figyelmeztetés és az arra adott válasz egyértelműen kitűnik.

### A szakvélemény
Az eljáró bíróság, ügyész, vagy nyomozó hatóság akkor alkalmaz szakértőt, ha a bizonyítandó tény megállapításához vagy megítéléséhez különleges szakértelem szükséges, amellyel az adott hatóság egyébként nem rendelkezik. A szakértő alkalmazása kirendeléssel történik. Szakértőként a szakértői névjegyzékben szereplő igazságügyi szakértő, szakvélemény adására feljogosított gazdasági társaság, szakértői intézmény, vagy külön jogszabályban meghatározott állami szerv, ha ez nem lehetséges, kellő szakértelemmel rendelkező személy vagy intézmény (eseti szakértő) rendelhető ki. A szakértő szóban, vagy írásban ad szakvéleményt, amelyben megválaszolja a hatóság által feltett kérdés(eke)t. A szakértő jogosult minden információt megszerezni amely a szakvélemény elkészítéséhez szükséges, az egyes eljárási alanyok pedig – akár kényszer útján – kötelesek magukat (vagy dolgaikat) alávetni a szakértői vizsgálatnak.

### A tárgyi bizonyítási eszköz
A magyar büntetőeljárásban tárgyi bizonyítási eszköz lehet minden olyan tárgy (dolog), amely a bizonyítandó tény bizonyítására alkalmas, így különösen az, amely a bűncselekmény elkövetésének vagy a bűncselekmény elkövetésével összefüggésben az elkövető nyomait hordozza (pl. ujjlenyomatot hordozó tárgy), vagy a bűncselekmény elkövetése útján jött létre (pl. hamis pénz), amelyet a bűncselekmény elkövetéséhez eszközül használtak (pl. egy kés), vagy amelyre a bűncselekményt elkövették (pl. az ellopott bicikli).

### Az okirat
Okirat az a bizonyítási eszköz, amely valamilyen tény, adat valóságának, esemény megtörténtének vagy nyilatkozat megtételének bizonyítására készül, és arra alkalmas. Az okirat lehet közokirat (pl. egy hatósági bizonyítvány, vagy határozat), vagy magánokirat (pl. egy szerződés). A büntetőeljárásban gyakori, hogy a nyomozás során, vagy ettől függetlenül készített rendőri jelentéseket (pl. egy helyszíni intézkedésről) okiratként használják fel a bizonyítás érdekében.

### A szemle
Szemlét akkor tart az eljáró hatóság, ha a bizonyítandó tény felderítéséhez vagy megállapításához személy, tárgy vagy helyszín megtekintése, illetőleg tárgy vagy helyszín megfigyelése szükséges. A szemle alkalmával a bizonyítás szempontjából jelentős körülményeket részletesen rögzíteni kell, illetve fel kell kutatni és össze kell gyűjteni a tárgyi bizonyítási eszközöket, és gondoskodni kell a megfelelő módon történő megőrzésükről. A szemle történhet a szemletárgy felmutatásával (pl. a bírósági tárgyaláson a lefoglalt elkövetési eszköz felmutatása, „megszemlélése”), illetve a cselekmény helyszínén is megtartható (ún. helyszíni szemle, tipikusan ún. helyszínes bűncselekmények, pl. emberölés esetén).

### A helyszíni kihallgatás
Ez a bizonyítási eljárás lényegében egy tanú/terhelti kihallgatással kombinált szemlének, esetleg bizonyítási kísérletnek fogható fel. Akkor kerülhet rá sor, ha a terhelt vagy a tanú addigi kihallgatása után is szükségesnek mutatkozik, hogy a bűncselekmény helyszínén nyilatkozzék, és mutassa meg az elkövetés helyét, a bűncselekménnyel összefüggő más helyet, tárgyi bizonyítási eszközt vagy a cselekmény lefolyását.

### A bizonyítási kísérlet
Bizonyítási kísérletre akkor kerül sor, ha azt kell megállapítani vagy ellenőrizni, hogy valamely esemény vagy jelenség meghatározott helyen, időben, módon, illetőleg körülmények között megtörténhetett-e. Ilyen lehet pl. a tanú vagy a terhelt vallomásának leellenőrzése időmérő eszközzel arra nézve, hogy az adott tényállásbeli távolságot az általa elmondott idő szerint megtehette-e.

### A felismerésre bemutatás
Ez a bizonyítási eljárás tárgy vagy személy felismerésének, azonosításának céljára szolgál. Ennek során a terheltnek vagy a tanúnak felismerésre  – kiválasztás céljából – legalább három személyt vagy tárgyat kell bemutatni, oly módon, hogy a felismerendő személyt vagy tárgyat vele külsőleg hasonlatos személyek, vagy tárgyak közé kell állítani.

### A szembesítés
A szembesítés azon a lélektani törvényszerűségen alapszik, hogy az emberek valótlan állításukat nem tartják fent, ha azt a másik – ellenkezőjét állító – személy szemébe kell mondani, vagy legalábbis speciális testi reakciókat produkálnak (nem néznek a másik szemébe, elpirulnak stb.). A törvény szerint, ha a terheltek, a tanúk, illetőleg a terhelt és a tanú vallomásai egymással ellentétesek, az ellentétet szükség esetén szembesítéssel lehet tisztázni. Ennek során a szembesítettek a vallomásukat egymással élőszóban közlik.

### A szakértők párhuzamos meghallgatása
Ha a szakértők véleménye eltér, az eltérést a szakértők egymás jelenlétében való meghallgatásával lehet tisztázni.

### Leplezett eszközök
A leplezett eszközök alkalmazása olyan, a magánlakás sérthetetlenségéhez, valamint a magántitok, a levéltitok és a személyes adatok védelméhez fűződő alapvető jogok korlátozásával járó, a büntetőeljárásban végzett különleges tevékenység, amelyet az erre feljogosított szervek az érintett tudta nélkül végeznek. Ide nem értve a nemzetbiztonsági szolgálatok és a rendőrség terrorizmust elhárító szerveket. Leplezett eszköz akkor alkalmazható, ha megalapozottan feltehető, hogy a megszerezni kívánt információ, illetve bizonyíték a büntetőeljárás céljának eléréséhez elengedhetetlenül szükséges és más módon nem szerezhető meg, annak alkalmazása nem jár az azzal érintett vagy más személy alapvető jogának az elérendő bűnüldözési célhoz képest aránytalan korlátozásával, és annak alkalmazásával bűncselekménnyel összefüggő információ, illetve bizonyíték megszerzése valószínűsíthető. A büntetőeljárásban bírói vagy ügyészi engedélyhez nem kötött, ügyészi engedélyhez kötött, valamint bírói engedélyhez kötött leplezett eszközök alkalmazhatók.
A leplezett eszközök alkalmazására feljogosított szerv vezetője vagy az ügyészség a leplezett eszközök vagy egyes eszközök alkalmazását megszünteti, ha
a) nyilvánvaló, hogy további alkalmazásától nem várható eredmény, ideértve azt is, ha az alkalmazás kiterjesztésének lenne helye, azonban az ehhez szükséges adatok nem állnak rendelkezésre,
b) nyilvánvaló, hogy az engedélyben meghatározott keretek között a leplezett eszköz alkalmazása nem végezhető tovább,
c) az engedélyben meghatározott célját elérte,
d) az engedélyben megállapított vagy meghosszabbított tartam lejárt,
e) az utólagos engedélyezés iránti indítványt a bíróság vagy az ügyészség elutasította,
f) a bíróság az engedélyt visszavonta vagy egyes leplezett eszközök alkalmazását megtiltotta, (pl.: felhívásra 8 napon belül nem mutatták be a szerzett adatokat, törvény rendelkezéseit megsértették, engedély kereteit túllépték)
g) az előkészítő eljárásban elrendelt alkalmazás alatt az előkészítő eljárás határideje lejárt és a nyomozást nem rendelték el, vagy
h) az eljárást megszüntették, illetve a nyomozás határideje lejárt.
A leplezett eszközök alkalmazásának megszüntetését követő 30 napon belül az annak során megszerzett adatok közül törölni kell a) a leplezett eszközök alkalmazásának céljával össze nem függő adatot, b) mindazon személyes adatot, amelyre a büntetőeljárás céljából nincs szükség, és c) azon adatot, amelyet a büntetőeljárásban bizonyítékként nem lehet felhasználni. Kivétel az előkészítő eljárás megszüntetése esetén az annak során beszerzett adatok, amik a büntetőeljárásban bizonyítékként nem használhatók fel, vagyis ezek nem törlendők 30 napon belül.
A leplezett eszköz alkalmazásáról szóló engedélyt, rögzített adatokat csak az ügyben eljáró feljogosított szerv tagja, ügyész, ügyészségi vezető, bíró, bírósági vezető és feladatai ellátása körében még megismerheti más bíróság, ügyészség, feljogosított szerv, a leplezett eszközök végrehajtásában való közreműködésre kijelölt rendőri szerv, illetve nemzetbiztonsági szolgálat.
Bírói vagy ügyészi engedélyhez nem kötött leplezett eszközök
A leplezett eszközök alkalmazására feljogosított szerv a bűncselekményre vonatkozó információk megszerzése érdekében titkosan együttműködő személyt vehet igénybe. A feljogosított szerv a bűncselekmény megszakítására, az elkövető azonosítására és a bizonyítás érdekében sérülést vagy egészségkárosodást nem okozó csapdát alkalmazhat. A leplezett eszközök alkalmazására feljogosított szerv a bűncselekménnyel kapcsolatba hozható személyt, lakást, egyéb helyiséget, bekerített helyet, nyilvános vagy a közönség részére nyitva álló helyet, illetve járművet, vagy tárgyi bizonyítási eszközt képező dolgot titokban megfigyelhet, a történtekről információt gyűjthet, valamint az észlelteket technikai eszközzel rögzítheti. A feljogosított szerv leplezett eszköz alkalmazásával érintett személlyel valótlan vagy megtévesztő információt közölhet. Azonban ezt is csak korlátok között teheti meg. Ilyen korlát az, hogy a terhelt vagy a tanú kihallgatása, illetve a bizonyítási cselekmény során nem alkalmazható a valótlan vagy megtévesztő információ közlésre való feljogosítás. Továbbá a leplezett eszköz nem tartalmazhat a törvénnyel össze nem egyeztethető ígéretet, és nem valósíthat meg fenyegetést vagy felbujtást, továbbá nem terelheti az érintett személyt annál súlyosabb bűncselekmény elkövetése felé, mint amelyet eredetileg elkövetni tervezett.
Ügyészi engedélyhez kötött leplezett eszközök
Az ügyészség a leplezett eszközök alkalmazására feljogosított szerv erre felhatalmazott vezetőjének az indítványa alapján, az indítvány ügyészséghez érkezésétől számított 72 órán belül dönt a leplezett eszköz alkalmazásának engedélyezéséről. Az indítványhoz meg kell küldeni a feljogosított szerv megnevezését, az előkészítő eljárás, illetve a nyomozás elrendelésének időpontját, az ügy számát, az eljárás alapjául szolgáló bűncselekmény Btk. szerinti minősítését, valamint tényállásának rövid leírását, és a bűncselekmény gyanúját megalapozó vagy az annak lehetőségére utaló adatokat, az alkalmazás törvényi feltételeinek meglétére vonatkozó valamennyi adatot, az alkalmazni kívánt leplezett eszköz megnevezését, illetve az alkalmazás engedélyezéséhez szükséges adatokat, és az ügyészi engedély alapjául szolgáló döntést. Sürgős esetekben engedély nélkül végezhetik a leplezett eszközök alkalmazását, viszont a feljogosított szervnek az erről szóló döntéstől számítva 72 órán belül be kell adnia az indítványt az ügyészségre, mely 120 órán belül dönt. Természetesen meg kell jelölni a sürgősséget megalapozó körülményeket, és az erről szóló döntés idejét. Az ügyészség elutasítja az indítványt ha az elkésett vagy ha az engedély időben beszerezhető lett volna (azaz, lehetőség volt az utólagos engedélyezés elkerülésére), valamint akkor, ha a leplezett eszköz alkalmazásának eredménye bizonyítékként nem használható fel és haladéktalanul törölni kell azt.
Ügyészi engedélyhez kötött leplezett eszközök: fizetési műveletek megfigyelése, büntetőjogi felelősségre vonás elkerülésének kilátásba helyezése, hozzájárulással alkalmazott megfigyelés, álvásárlás, fedett nyomozó alkalmazása, fedőokirat, fedőintézmény és fedőadat felhasználása.
Fizetési műveletek megfigyelése: A leplezett eszközök alkalmazására feljogosított szerv az ügyészség engedélyével elrendelheti, hogy a hitelintézetekről és a pénzügyi vállalkozásokról szóló törvényben meghatározott pénzügyi szolgáltatási vagy kiegészítő pénzügyi szolgáltatási tevékenységet végző szervezet meghatározott időszakban, a pénzforgalmi szolgáltatás nyújtásáról szóló törvény szerinti fizetési műveletekkel kapcsolatos adatokat rögzítsen és őrizzen meg, illetve azokat az elrendelőnek továbbítsa. A fizetési műveletek megfigyelése különösen a pénzforgalmi szolgáltatás nyújtásáról szóló törvény szerinti fizetési számlával kapcsolatos valamennyi fizetési műveletre, meghatározott feltételeknek megfelelő fizetési műveletekre vonatkozó adatok rögzítésére, illetve továbbítására irányulhat. Legfeljebb 3 hónapra rendelhető el, mely egyszer az ügyészség engedélyével legfeljebb 3 hónappal meghosszabbítható. 
Az elrendelő határozatban meg kell jelölni az érintett fizetési számla azonosítására alkalmas adatokat, megfigyelésének a kezdő és befejező időpontját napban meghatározva, továbbítandó adatok pontos körét, feltétel meghatározását (ha az elrendelő meghatározott feltételhez köti az adatok rögzítését, illetve továbbítását), és az adatok továbbításának módját és határidejét.
A fizetési műveletek megfigyelése keretében az elrendelő előírhatja, hogy a szolgáltató meghatározott fizetési számlák vagy személyek közötti fizetési művelet vagy meghatározott feltételnek megfelelő fizetési művelet teljesítését függessze fel, ez legfeljebb 4 munkanapig tarthat, mely egyszer 3 munkanappal meghosszabbítható. Amennyiben szükséges, lefoglalás vagy zár alá vétel is elrendelhető. A szolgáltató akkor teljesítheti a felfüggesztett fizetési műveletet, ha az elrendelő ezt engedélyezi, vagy a meghatározott időtartam (már említett 4 munkanap) lefoglalás vagy a zár alá vétel elrendelése nélkül eltelt. A szolgáltató köteles biztosítani, hogy a megfigyelés titokban maradjon.
Büntetőjogi felelősségre vonás elkerülésének kilátásba helyezése: A leplezett eszközök alkalmazására feljogosított szerv az ügyészség engedélyével bűncselekmény elkövetőjével megállapodást köthet, amelyben számára kilátásba helyezi, hogy vele szemben büntetőeljárást nem indítanak, illetve a folyamatban lévő büntetőeljárást megszüntetik, ha az ügy, illetve más büntetőügy felderítésével, bizonyításával összefüggő információkat és bizonyítékokat bocsát rendelkezésre, és a megállapodással elérhető nemzetbiztonsági vagy bűnüldözési érdek jelentősebb, mint az elkövető büntetőjogi felelősségre vonásához fűződő érdek. A büntetőjogi felelősségre vonás elkerülésének kilátásba helyezése során feltételként szabható, hogy az elkövető az állam közvetítésével, részben vagy egészben térítse meg azt a kárt, illetve sérelemdíjat, amelynek megtérítésére a polgári jog szabályai szerint köteles. A megállapodásban meg kell jelölni az elkövető azonosításra alkalmas adatait, annak a bűncselekménynek a rövid leírását és Btk. szerinti minősítését aminek tekintetében a büntetőjogi felelősségre vonás elkerülését kilátásába helyezik, annak a bűncselekménynek a rövid leírását és Btk. szerinti minősítését aminek tekintetében az elkövető az információk és bizonyítékok rendelkezésre bocsátását vállalja, információk és a bizonyítékok rendelkezésre bocsátására vonatkozó kötelezettségvállalást és módját, továbbá ha ez a megállapodásnak részét képezi, a kár vagy a sérelemdíj megtérítésével kapcsolatos adatokat. Ha a bűncselekmény elkövetője a megállapodásban foglaltakat teljesíti, vele szemben büntetőeljárás nem indítható, illetve a folyamatban lévő büntetőeljárást meg kell szüntetni és amennyiben az elkövető nem fizette meg a kárt vagy sérelemdíjat, azt az állam megtéríti. Nem köthető megállapodás, ha az elkövetővel szemben olyan bűncselekmény miatt kell büntetőeljárást folytatni, amellyel más életét szándékosan kioltotta vagy amellyel szándékosan maradandó fogyatékosságot vagy súlyos egészségromlást okozott.
Hozzájárulással alkalmazott megfigyelés: A leplezett eszközök alkalmazására feljogosított szerv az ügyészség engedélyével, a sértett írásbeli hozzájárulásával megfigyelést alkalmazhat uzsora-bűncselekmény, kapcsolati erőszak, zaklatás bűncselekménye miatt, vagy olyan bűncselekmény miatt, amely fenyegetéssel valósul meg. Továbbá bűncselekmény elkövetésére való felhívás esetén, ha a Btk. annak előkészületét büntetni rendeli, illetve ha a rábírni törekvés bűncselekménynek minősül. A hozzájárulással alkalmazott megfigyelés alkalmazása legfeljebb 45 napra engedélyezhető. A döntésben meg kell jelölni a sértett vagy a rábírni törekvés címzettjének adatait, az alkalmazás kezdő és befejező időpontját napban meghatározva, az ügy rövid leírását és minősítését, az alkalmazás helyét és a megfigyelni kívánt eszköz vagy szolgáltatás egyértelmű azonosítására alkalmas adatokat.
Álvásárlás: A bűncselekménnyel feltehetően összefüggésbe hozható dolog vagy annak mintája megszerzésére vagy szolgáltatás igénybevételére, az eladó bizalmának erősítése céljából a bűncselekményre vonatkozó tárgyi bizonyítási eszközt eredményező dolog megszerzésére vagy szolgáltatás igénybevételére, a bűncselekmény elkövetőjének elfogása, illetve tárgyi bizonyítási eszköz biztosítása érdekében dolog megszerzésére vagy szolgáltatás igénybevételére irányuló színlelt megállapodás köthető és teljesíthető. Az ál vásárlás önmagában nem minősül rábírásnak. Az álvásárlás érdekében a feljogosított szerv tagja is alkalmazható, illetve a feljogosítot szerv titkosan együttműködő személyt is igénybe vehet. Ennek feltétele, hogy az álvásárlással elérni kívánt cél fedett nyomozó vagy a feljogosított szerv tagja közreműködésével nem, vagy csak jelentős késedelemmel érhető el.
Fedett nyomozó alkalmazása: A leplezett eszközök alkalmazására feljogosított szerv a szervhez tartozását, illetve kilétét tartósan leplező, kifejezetten ilyen feladat ellátása érdekében foglalkoztatott tagját a büntetőeljárásban az ügyészség engedélyével alkalmazhatja. A következő esetekben alkalmazható: 
a) bűnszervezetbe történő beépülés,
b) terrorista csoportba vagy terrorcselekmény feltételeinek biztosításához anyagi eszközt szolgáltató vagy gyűjtő, továbbá terrorcselekmény elkövetését vagy terrorista csoport tevékenységét anyagi eszközök nyújtásával vagy egyéb módon támogató szervezetbe történő beépülés,
c) álvásárlás,
d) rejtett figyelés végrehajtása,
e) információ szerzs érdekében valótlan vagy megtévesztő információ továbbítása, vagy
f) a bűncselekménnyel összefüggő információk és bizonyítékok megszerzése.
Legfeljebb 6 hónapig alkalmazható (és alkalmanként 6 hónappal meghosszabbítható) más leplezett eszközzel együtt, vagy a leplezett eszköz alkalmazásának biztosítása érdekében. A döntésben meg kell jelölni a célját, kezdő és befejező időpontját napban, az ügy rövid leírását és minősítését, illetve ha előre látható, hogy az eredményesség érdekében bűncselekmény, szabálysértés vagy közigazgatási bírsággal súlytandó szabályszegés elkövetése szükséges, akkor ennek a pontos megjelölését. Az ilyen törvényszegés nem von maga után szankciót, amennyiben a tevékenység eredményességéhez, céljához szükséges volt, a nyomozó biztonságának és lelepleződésének megakadályozása érdekében vált szükségessé, vagy más bűncselekmény megelőzéséhez, megszakításához fűződő érdek jelentősebb, mint a nyomozó felelősségre vonásához fűződő érdek. A fedett nyomozó nem követhet el más életének szándékos kioltásával járó, illetve maradandó fogyatékosságot vagy súlyos egészségromlást szándékosan okozó bűncselekményt.
A fedett nyomozó vádemelés után csak az ügyészség által idézhető tanúként és csak akkor, ha vallomása más módon nem pótolható. A fedett nyomozó személyazonosságát a fedett nyomozót foglalkoztató szerv azon tagja igazolja, aki a fedett nyomozó alkalmazásának végrehajtására történő felkészítéséért, a fedett nyomozóval és az alkalmazó szervvel való folyamatos kapcsolattartásért, valamint a fedett nyomozó védelméért felelős. Akadályoztatása esetén ezen személy helyett a felettese jár el. A fedett nyomozó alkalmazása eredményének bizonyítékként történő felhasználása során minden szükséges intézkedést meg kell tenni a fedett nyomozó kilétének titokban maradása és biztonsága érdekében.
Fedőokirat, fedőintézmény és fedőadat felhasználása: A leplezett eszközök alkalmazására feljogosított szerv az ügyészség engedélyével más leplezett eszköz alkalmazása során
a) a bűncselekmény felderítése, illetve bizonyítása érdekében valótlan adatot, tényt vagy nyilatkozatot tartalmazó okiratot vagy közokiratot (a továbbiakban: fedőokirat) készíthet vagy használhat fel,
b) a bűncselekmény felderítése, illetve bizonyítása érdekében a rá irányadó törvények szerinti fedőintézményre vonatkozó rendelkezések megfelelő alkalmazásával szervezetet hozhat létre és tarthat fenn, illetve
c) a bűncselekmény felderítése, illetve bizonyítása, továbbá a fedőokirat és a b) pont szerinti szervezet védelme érdekében a közhiteles nyilvántartásokban valótlan adatot (a továbbiakban: fedőadat) jegyeztethet be.
A fedőokiratot meg kell semmisíteni, illetve a közhiteles nyilvántartásokból a fedőadatot törölni kell, ha arra a büntetőeljárás érdekében már nincs szükség.
Bírói engedélyhez kötött leplezett eszközök
A büntetőeljárásban a következő bírói engedélyhez kötött leplezett eszközök alkalmazhatók:
a) információs rendszer titkos megfigyelése,
b) titkos kutatás,
c) hely titkos megfigyelése, 
d) küldemény titkos megismerése,
e) lehallgatás.
Bírói engedélyekhez kötött leplezett eszközök használata csak az érintett személy által használt eszköz, hely, jármű esetében alkalmazható, kivételt képeznek a közösségi, nyilvános helyek. Az érintett személy által használt eszköz, hely, jármű vagy küldemény a feljogosított szerv számára megismerhető, ellenőrizhető és rögzíthető. A leplezett eszköz alkalmazásának befejeztét követően az alkalmazott eszközöket haladéktalanul el kell távolítani. A bírói engedélyhez kötött leplezett eszköz alkalmazása során igénybe vett technikai eszköz vagy adat elhelyezése, valamint eltávolítása érdekében a leplezett eszközök alkalmazására feljogosított szerv bírói engedélyhez nem kötött leplezett eszközt alkalmazhat, illetve a leplezett eszközök alkalmazását végrehajtó szerv a rá irányadó törvény alapján titkos információgyűjtést végezhet.
A bírói engedélyhez kötött leplezett eszközök az öt évig terjedő vagy ennél súlyosabb szabadságvesztéssel büntetendő szándékos bűncselekmény esetén alkalmazhatók. Továbbá a három évig terjedő szabadságvesztéssel büntetendő, szándékosan elkövetett következő bűncselekmények esetén is alkalmazhatók a következő esetekben: üzletszerűen vagy bűnszövetségben elkövetett bűncselekmény, kábítószer-prekurzorral visszaélés, a gyógyszerhamisítás, a teljesítményfokozó szerrel visszaélés, az egészségügyi termék hamisítása, szexuális visszaélés, a kerítés, a prostitúció elősegítése, a kitartottság, a gyermekprostitúció kihasználása, a gyermekpornográfia, környezetkárosítás, a természetkárosítás, az orvvadászat, a tiltott állatviadal szervezése, a hulladékgazdálkodás rendjének megsértése, zártörés kivételével az igazságszolgáltatás elleni bűncselekmények, korrupciós bűncselekmény feljelentésének elmulasztása kivételével a korrupciós bűncselekmények, választás, népszavazás és európai polgári kezdeményezés rendje elleni bűncselekmény, a harmadik országbeli állampolgár jogellenes foglalkoztatása, a tiltott szerencsejáték szervezése, bennfentes kereskedelem és a tiltott piacbefolyásolás. Alkalmazható még a szándékosan elkövetett minősített adattal visszaélés, a hivatali visszaélés, a hivatalos személy elleni erőszak, a nemzetközileg védett személy elleni erőszak, a készpénz-helyettesítő fizetési eszköz hamisítása, a jogosulatlan pénzügyi tevékenység és a piramisjáték szervezése esetén is.
A bírói engedélyhez kötött leplezett eszközök alkalmazásának engedélyezéséről a bíróság az ügyészség indítványa alapján határoz. Az indítvány tartalmi elemei: a) a leplezett eszközök alkalmazására feljogosított szerv megnevezését, az előkészítő eljárás, illetve a nyomozás elrendelésének időpontját, az ügy számát, b) a rendelkezésre álló, az alkalmazással érintett személy azonosítására szolgáló adatokat, c) az érintett személlyel szemben a bírói engedélyhez kötött leplezett eszközök alkalmazásának tervezett kezdő és befejező időpontját napban és órában meghatározva, d) a bírói engedélyhez kötött leplezett eszközök alkalmazása feltételeinek fennállását megalapozó részletes indokolást, így da) az eljárás alapjául szolgáló bűncselekmény Btk. szerinti minősítését, valamint a tényállás rövid leírását, és a bűncselekmény gyanúját megalapozó vagy az annak lehetőségére utaló adatokat, db) a meghatározott feltételek (elengedhetetlenül szükséges, az információ más módon nem szerezhető meg, nem jár alapvető jog aránytalan korlátozásával, a bizonyíték megszerzése valószínűsíthető) teljesülését megalapozó adatokat, és dc) a bírói engedélyhez kötött leplezett eszközök alkalmazásának célját, e) az alkalmazni kívánt leplezett eszköz megnevezését, f) információs rendszer titkos megfigyelése esetén az információs rendszer; titkos kutatás esetén a helyiség, jármű vagy tárgy; hely titkos megfigyelése esetén a helyiség vagy jármű; küldemény titkos megismerése esetén a feladás vagy az átvétel helyének, illetve a feladó vagy a címzett; lehallgatás esetén az elektronikus hírközlési szolgáltatás vagy az eszköz, illetve az információs rendszer egyértelmű azonosítására szolgáló adatokat. 
A bíróság az indítvány benyújtásától számított hetvenkét órán belül dönt. Ha a bíróság a leplezett eszközök alkalmazását engedélyezi vagy részben engedélyezi, az erről szóló határozatban meg kell jelölni: a) a rendelkezésre álló, az érintett személy azonosítására szolgáló adatokat, b) a bírói engedélyhez kötött leplezett eszközök alkalmazásának kezdő és befejező időpontját napban és órában meghatározva, c) a bűncselekmény Btk. szerinti minősítésének megjelölésével, valamint a tényállás rövid leírásával azt, hogy az alkalmazást milyen bűncselekmény miatt és milyen célból engedélyezi, d) azt, hogy mely bírói engedélyhez kötött leplezett eszköz alkalmazható, és e) az információs rendszer titkos megfigyelése esetén az információs rendszer; titkos kutatás esetén a helyiség, jármű vagy tárgy; hely titkos megfigyelése esetén a helyiség vagy jármű; küldemény titkos megismerése esetén a feladás vagy az átvétel helyének, illetve a feladó vagy a címzett; lehallgatás esetén az elektronikus hírközlési szolgáltatás vagy az eszköz, illetve az információs rendszer egyértelmű azonosítására szolgáló adatokat.
A bírói engedélyhez kötött leplezett eszközök alkalmazása legfeljebb 90 napra engedélyezhető, amely alkalmanként legfeljebb 90 nappal meghosszabbítható, de összesen 360 napig engedélyezhető. A leplezett eszközök alkalmazásának meghosszabbítására az ügyészség az alkalmazás engedélyezett tartamának lejárta előtt legkésőbb 5 nappal tesz indítványt, az indítványról a bíróság a benyújtástól számított 72 órán belül dönt. A feljogosított szervnek a bíróság felhívására a szerzett adatokat 8 napon belül be kell mutatnia.
A bíróság a leplezett eszközök alkalmazásának engedélyét visszavonja, ha a) a leplezett eszközök alkalmazására feljogosított szerv az adatokat 8 napon belül nem mutatja be, b) az engedély kereteit túllépték, vagy c) a leplezett eszközöket az alkalmazásra vonatkozó, az e törvényben meghatározott rendelkezés megsértésével alkalmazták. Ha a bíróság a) a leplezett eszközök alkalmazására vonatkozó engedélyét visszavonja, az alkalmazás során, b) valamely leplezett eszköz alkalmazását megtiltja, a megtiltott leplezett eszközzel megszerzett adatokat haladéktalanul törölni kell.
A bírói engedélyhez kötött leplezett eszköz alkalmazásának eredménye az engedélyben meg nem jelölt személynek az engedélyben meg nem jelölt bűncselekménye vonatkozásában kizárólag a más életének szándékos kioltásával járó bűncselekmények; az emberrablás; az öt évig terjedő vagy ennél súlyosabb szabadságvesztéssel büntetendő, a Btk. XXIV. Fejezete szerinti állam elleni bűncselekmény; a terrorcselekmény; a terrorizmus finanszírozása; vagy a szándékosan elkövetett közveszély okozása bizonyítására használható fel, ha a) az eszköz alkalmazásának e törvényben meghatározott egyéb feltételei fennállnak, b) a leplezett eszközök alkalmazására feljogosított szerv a büntetőeljárásban felhasználni kívánt adat megszerzését követően 8 napon belül az engedélyben meg nem jelölt személynek az engedélyben meg nem jelölt bűncselekménye vonatkozásában az előkészítő eljárás vagy a nyomozás megindításáról, illetve a már folyamatban lévő büntetőeljárásban való felhasználásáról rendelkezik, illetve azt kezdeményezi, és (a feljogosított szerv 3 munkanapon belül kezdeményezi az ügyészségnél a leplezett eszköz eredményének felhasználását, az ügyészség pedig 72 órán belül indítványozza a bíróságnál az engedélyezését) c) a bíróság engedélyezi az engedélyben meg nem jelölt személynek az engedélyben meg nem jelölt bűncselekménye vonatkozásában a leplezett eszköz alkalmazása eredményének a felhasználását. (Utóbbi akkor történhet meg, ha a leplezett eszközök alkalmazására feljogosított szerv a bírói engedélyhez kötött leplezett eszközök alkalmazásának megszüntetését követően 30 napon belül az engedélyben meg nem jelölt személy, illetve bűncselekmény vonatkozásában az előkészítő eljárás vagy a nyomozás megindításáról, illetve a már folyamatban lévő büntetőeljárásban való felhasználásáról rendelkezik, illetve azt kezdeményezi.) A bíróság az indítvány benyújtásától számított 72 órán belül dönt.
Bizonyos esetekben a bírói engedélyhez kötött leplezett eszköz alkalmazásának eredményét nem lehet bizonyítékként felhasználni (pl.: védővel szemben, bizonyos esetekben a hozzátartozóval szemben, olyannal szemben aki tanúként bizonyos okokból nem hallgatható ki, illetve a vallomástételt megtagadhatja). Fontos, hogy a tanúkra vonatkozó korlátozás nem akadálya annak, hogy a leplezett eszköz alkalmazásának eredményét az engedélyben megjelölt személy által elkövetett bűncselekmény bizonyítására használják fel.

## A kényszerintézkedések
A kényszerintézkedést az érintett kíméletével, a korlátozással nem érintett alapvető jogait tiszteletben tartva kell végrehajtani lehetőleg 6 és 22 óra között és kerülni kell a szükségtelen károkozást. Léteznek személyi szabadságot és vagyont érintő kényszerintézkedések. 
Személyi szabadságot érintő kényszerintézkedés: őrizet, távoltartás, bűnügyi felügyelet, letartóztatás és előzetes kényszergyógykezelés (utóbbi négyhez bírói engedély szükséges). bírói engedélyes kényszerintézkedés elrendelésének, meghosszabbításának és fenntartásának akkor van helye, ha a) a terhelt megalapozottan gyanúsítható vagy vele szemben vádat emeltek, és b) a kényszerintézkedés céljának eléréséhez ez szükséges, és az elérni kívánt cél más módon nem biztosítható. Bírói engedélyes kényszerintézkedés rendelhető el: terhelt jelenlétének biztosítása érdekében (megszökött, szökést kísérelt meg, elrejtőzött, feltehetően elérhetetlenné válna), bizonyítás megnehezítése vagy meghiúsításának megakadályozása érdekében (a terhelt mást megfélemlítene, jogellenesen befolyásolna az eljárásban, tárgyi bizonyítási eszközt, elektronikus adatot, vagyonelkobzás alá eső dolgot megsemmisítene, elrejtene, meghamisítana), bűnismétlés lehetőségének megakadályozása érdekében (gyanúsítotti kihallgatását követően a bűncselekményt folytatta, újabbat követett el, szabadságvesztéssel büntetendő szándékos bűncselekmény miatt hallgatták ki, feltehetően a terhelt megkísérelt vagy előkészített bűncselekményt véghezvinné, folytatná vagy szabadságvesztéssel büntetendő újabb bűncselekményt követne el). A bírói engedélyes kényszerintézkedés megszűnik, ha tartama meghosszabbítás vagy fenntartás nélkül lejárt, nyomozás határideje lejárt és vádemelésre nem került sor, az eljárást megszüntették, felfüggesztették vagy jogerősen befejezték. Továbbá meg kell szüntetni, ha oka megszűnt, helyette más kényszerintézkedést rendeltek el, más ügyben a terhelt letartóztatását vagy előzetes kényszergyógykezelését rendelték el, terhelt szabadságvesztést, elzárást vagy javítóintézeti nevelést tölt. 
Vagyont érintő kényszerintézkedés: kutatás, motozás, lefoglalás, zár alá vétel, az elektronikus adat ideiglenes hozzáférhetetlenné tétele.
Őrizet
Az őrizet a terhelt, illetve a bűncselekmény elkövetésével megalapozottan gyanúsítható személy személyi szabadságának átmeneti elvonása. Őrizet rendelhető el a következő esetekben: a) tettenérés esetén, ha a személyazonossága nem állapítható meg, b) ha vele szemben személyi szabadságot érintő bírói engedélyes kényszerintézkedés elrendelése valószínűsíthető, vagy c) ha a tárgyaláson rendzavarást követ el. Az őrizet a személyi szabadságot érintő bírói engedélyes kényszerintézkedés tárgyában hozott döntésig, de legfeljebb 72 óráig tarthat. Az őrizet elrendelését megelőző hatósági fogva tartást az őrizet tartamába be kell számítani. Ha az őrizetet a nyomozó hatóság rendelte el, erről az ügyészséget 24 órán belül tájékoztatja. Az őrizet elrendeléséről és a fogva tartás helyéről legkésőbb 8 órán belül tájékoztatni kell a terhelt vagy a bűncselekmény elkövetésével megalapozottan gyanúsítható személy által megjelölt nagykorú személyt, ha ez nem történik meg a megadott 8 órán belül, a tájékoztatás megtagadása ellen a terhelt, a gyanúsított és a védő jogorvoslattal élhet.
Távoltartás
A távoltartás a terhelt szabad kapcsolattartását, és ennek érdekében a terhelt szabad mozgáshoz és a lakóhely, illetve a tartózkodási hely szabad megválasztásához való jogát korlátozza. Irányulhat arra, hogy a terhelt meghatározott lakást hagyjon el és onnan maradjon távol, illetve a távoltartással érintett személy tényleges tartózkodási helyétől, munkahelyétől, az e személy által rendszeresen látogatott intézményektől vagy egyéb helytől, különösen nevelési, nevelési-oktatási- vagy gyógykezelés céljából látogatott egészségügyi intézménytől, vallásgyakorlása során látogatott épülettől tartsa távol magát. A távoltartás elrendeléséről szóló végzést kézbesítik az indítvány előterjesztőjének (ha ez az ügyészség vagy a sértett volt, akkor számukra), és a távoltartással érintett személynek.
Bűnügyi felügyelet
A bűnügyi felügyelet a terhelt szabad mozgáshoz és a lakóhely, illetve a tartózkodási hely szabad megválasztásához való jogát korlátozza. Bűnügyi felügyelet elrendelése esetén a bíróság előírja, hogy a terhelt a számára meghatározott területet, lakást, egyéb helyiséget, intézményt vagy ahhoz tartozó bekerített helyet engedély nélkül ne hagyja el, meghatározott jellegű nyilvános helyeket, nyilvános rendezvényeket vagy meghatározott közterületeket ne látogasson, illetve meghatározott időközönként és módon a rendőrség általános rendőrségi feladatok ellátására létrehozott szervénél jelentkezzen.
Távoltartás és bűnügyi felügyelet közös szabályai
Ha a terhelt a távoltartás vagy a bűnügyi felügyelet magatartási szabályait megszegi, a terheltet a bíróság rendbírsággal sújthatja és amennyiben szükséges, őrizetét rendelheti el. A magatartási szabályok betartását biztosítja terhelt mozgását nyomon követő technikai eszköz, illetve az óvadék. Az óvadék tárgya pénz lehet, az óvadékot a terhelt vagy védője teheti le. Az óvadék összege minimum 500 000 Ft, a törvény nem szab felső határt, de helyet biztosít a fellebbezésnek az összeg megállapítása miatt. Az óvadékot az óvadékot megállapító határozat véglegessé válását követően, a véglegessé válástól számított 3 hónapon belül lehet letenni. A letett óvadék nem vonható vissza. Az óvadék csak abban az esetben jár vissza, ha a bírói engedélyes kényszerintézkedés megszűnt vagy megszüntették. Óvadék rendelhető el a terhelt jelenlétének biztosítására, bűnismétlésének, bizonyítás megnehezítésének vagy meghiúsításának megakadályozására. A terhelt vagy védője indítványozhatja, hogy a bíróság állapítsa meg az óvadék összegét, és az óvadék letétele esetére a) letartóztatás helyett távoltartást, bűnügyi felügyeletet, vagy távoltartást és bűnügyi felügyeletet rendeljen el, b) bűnügyi felügyelet helyett távoltartást rendeljen el, c) bűnügyi felügyelet és távoltartás esetén a bűnügyi felügyeletet szüntesse meg, vagy d) bűnügyi felügyelet, vagy bűnügyi felügyelet és távoltartás esetén enyhébb magatartási szabályokat írjon elő. Ha a bíróság az indítványt elutasítja, a terhelt vagy védője az óvadék megállapítása iránt ismételten akkor terjeszthet elő indítványt, ha új körülményre hivatkozik. Nem állapítható meg óvadék előzetes kényszergyógykezelés esetén és a távoltartás esetén enyhébb magatartási szabályok előírása érdekében.
A vádemelés előtt elrendelt távoltartás, illetve bűnügyi felügyelet az elsőfokú bíróság tárgyalás előkészítése során hozott határozatáig, de legfeljebb 4 hónapig tart, melyet alkalmanként legfeljebb négy hónappal meghosszabbíthat. A meghosszabbítás iránt az ügyészség és a sértett indítványára elrendelt távoltartás esetén a sértett vagy az ügyészség a kényszerintézkedés tartamának lejárta előtt legalább 5 nappal tesz indítványt a bíróságnak. Ha a vádemelés után, a bűnügyi felügyelet, illetve a távoltartás elsőfokú bíróság általi fenntartásától vagy elrendelésétől számítva 6 hónap eltelt, és az elsőfokú bíróság még nem hozott ügydöntő határozatot, az elsőfokú bíróság, 1 év eltelt, és az elsőfokú bíróság még nem hozott ügydöntő határozatot, a másodfokú bíróság,1 év elteltét követően az elsőfokú bíróság ügydöntő határozatának meghozataláig a másodfokú bíróság legalább 6 havonta a távoltartás, illetve a bűnügyi felügyelet indokoltságát felülvizsgálja.
Letartóztatás
A letartóztatás a terhelt személyi szabadságának bírói elvonása a jogerős ügydöntő határozat meghozatala előtt. Letartóztatás a terhelt jelenlétének biztosítása, a bizonyítás megnehezítésének vagy meghiúsításának megakadályozása, illetve a bűnismétlés megakadályozása érdekében rendelhető el, ha különösen a bűncselekmény jellegére, a nyomozás állására és érdekeire, a terhelt személyi és családi körülményeire, a terhelt és a büntetőeljárásban részt vevő vagy más személy viszonyára, a terhelt büntetőeljárás előtt és az eljárás során tanúsított magatartására tekintettel az elérni kívánt cél távoltartással vagy bűnügyi felügyelettel nem biztosítható. A vádemelés előtt elrendelt letartóztatás az elsőfokú bíróságnak a tárgyalás előkészítése során hozott határozatáig, de legfeljebb 1 hónapig tart. A letartóztatást a bíróság a letartóztatás elrendelésétől számított 1 év elteltéig alkalmanként legfeljebb 3 hónappal, ezt követően alkalmanként legfeljebb 2 hónappal meghosszabbíthatja. A vádemelés előtt a letartóztatás meghosszabbítása iránt az ügyészség a letartóztatás tartamának lejárta előtt legalább 5 nappal tesz indítványt a bíróságnak.
A letartóztatás legfeljebb
a) 1 évig tart, ha a terhelttel szemben 3 évnél nem súlyosabb,
b) 2 évig tart, ha a terhelttel szemben 5 évnél nem súlyosabb,
c) 3 évig tart, ha a terhelttel szemben 10 évnél nem súlyosabb,
d) 4 évig tart, ha a terhelttel szemben 10 évnél súlyosabb
szabadságvesztéssel büntetendő bűncselekmény miatt van folyamatban eljárás. Ha életfogytig tartó szabadságvesztés van kilátásban az ügyben,ha hatályon kívül helyezés folytán megismételt vagy fellebbezés elbírálása iránti eljárás van folyamatban a letartóztatás felvázolt időkorlátai nem alkalmazhatóak. Az ügyészség rendelkezése alapján a letartóztatást rendőrségi fogdában kell végrehajtani, ha az eljárási cselekmények elvégzése ezt indokolttá teszi, ennek tartama legfeljebb összesen 60 nap lehet. A gyanúsított rendőrségi fogdában történő elhelyezése tárgyában hozott határozat ellen panasznak nincs helye. A bíróság a terhelt vagy a védő indítványára a terhelt és gyermeke együttes elhelyezést biztosító részlegen történő elhelyezéséről rendelkezik, ha a terhelt egyévesnél fiatalabb gyermekét gondozó nő és nem áll fenn törvényben meghatározott kizáró ok.
A letartóztatás megszüntetése, illetve enyhébb, a személyi szabadságot érintő bírói engedélyes kényszerintézkedés elrendelése iránt az ügyészség, a terhelt, illetve a védője terjeszthet elő indítványt.A letartóztatás megszüntetése iránt, ismételten azonos tartalommal előterjesztett indítvány érdemi indokolás nélkül nem utasítható el, ha a letartóztatás elrendelése, meghosszabbítása vagy fenntartása óta 3 hónap eltelt.
Előzetes kényszergyógykezelés
Az előzetes kényszergyógykezelés a kóros elmeállapotú terhelt személyi szabadságának bírói elvonása a jogerős ügydöntő határozat meghozatala előtt. Előzetes kényszergyógykezelésnél alapvetően irányadóak a letartóztatás szabályai. Az előzetes kényszergyógykezelés elrendelése, meghosszabbítása, fenntartása ellen, megszüntetésére a terhelt házastársa és élettársa is jogosult fellebbezésre. Előzetes kényszergyógykezelés legfeljebb 6 hónapra rendelhető el, mely alkalmanként 6 hónappal meghosszabbítható.
Kutatás
A kutatás a büntetőeljárás eredményes lefolytatása érdekében a lakás, az egyéb helyiség, a bekerített hely vagy a jármű átkutatása. A kutatás információs rendszer, illetve adathordozó átvizsgálására is kiterjedhet. Kutatást akkor lehet elrendelni, ha megalapozottan feltehető, hogy az a) bűncselekmény elkövetőjének elfogására, b) bűncselekmény nyomainak felderítésére, c) bizonyítási eszköz megtalálására, d) elkobozható, illetve vagyonelkobzás alá eső dolog megtalálására vagy e) információs rendszer, illetve adathordozó átvizsgálására vezet. A terhelt kivételével a kutatást akadályozó személy rendbírsággal sújtható.
Motozás
A motozás a bizonyítási eszköz, az elkobozható, illetve a vagyonelkobzás alá eső dolog megtalálása céljából a motozás alá vont személy ruházatának és testének az átvizsgálása. A motozás során a motozás alá vont személynél található bármely dolog is átvizsgálható. A motozást nem lehet szeméremsértő módon végezni, lehetőleg azonos nemű kell végezze, testüreget csak orvos illetve egészségügyi dolgozó végezhet (ezek ellentétes neműek is lehetnek). Jelen lehet tovább egy a terhelt által megjelölt személy.
Lefoglalás
A lefoglalás célja a bizonyítási eszköz, illetve az elkobozható dolog vagy a vagyonelkobzás alá eső vagyon biztosítása a büntetőeljárás eredményes lefolytatása érdekében. A lefoglalás a lefoglalás tárgya feletti tulajdonjogot korlátozza. Lefoglalás tárgya bizonyítási eszköz, elkobozható dolog, elektronikus adat, ingó dolog, számlapénz és elektronikus pénz lehet. A lefoglalás elküldés tiltására is vonatkozhat. Nem lehet lefoglalni a védelem és a tanúvallomás megtagadására jogosult közleményét, közlését, nála lévő eszközt. Utóbbi esetén kivételt képez, ha a bíróság kötelezte, azt önként átadja, a lefoglalás tárgya bűncselekmény eszköze, bűncselekményt a lefoglalandó eszközre követték el, az elkövető nyomait hordozza, a jogosult személy tettességgel, részességgel, bűnpártolással vagy pénzmosással megalapozottan gyanúsítható az ügyben. A lefoglalást birtokba vétellel, a megőrzés más módon történő biztosításával, az érintett őrizetében hagyással (valamilyen fontos okból, például nem vehető birtokba, használathoz fűződő érdek), vagy az elektronikus adat esetében elektronikus adatról másolat készítésével, az elektronikus adat áthelyezésével, az azt tartalmazó információs rendszer vagy adathordozó teljes tartalmáról történő másolat készítésével, az azt tartalmazó információs rendszer vagy adathordozó lefoglalásával, vagy jogszabályban meghatározott más módon lehet végrehajtani. Eredeti iratot le kell foglalni, ha elkobozható, bűncselekmény nyomait hordozza, vagyoni értékű jogcímet vagy rendelkezési jogot igazol, eljárás sikeressége függ tőle, előre meg nem határozható vagy jelentős terjedelmű iratot kell átvizsgálni. Szükség esetén másolat készíthető, de a másolat elkészültével azonnal, illetve legkésőbb 2 hónapon belül vissza kell adni tulajdonosának az iratot. Ha a dolog lefoglalására kizárólag vagyonelkobzás biztosítása érdekében került sor, és annak kiadása iránt megalapozott igényt nem jelentettek be, az, akitől a dolgot lefoglalták, indítványozhatja a dolog megváltásának elfogadását. A megváltást el kell utasítani, ha az értéket vitatják, aránytalan költséggel járna vagy az eljárás elhúzódásához vezetne. A lefoglalt dolog értékesíthető, ha már nincs rá szükség, nem jelentenek be rá igényt, lefoglalás megszüntetésének nincs helye. Az értékesítést el kell rendelni különösen akkor, ha a lefoglalt dolog gyorsan romlik, értéke később lényegesen csökkenne, hosszabb tárolása nem megoldható, kezelése, őrzése vagy tárolása aránytalan és jelentős költséggel járna. A lefoglalást meg kell szüntetni, ha a) arra az eljárás érdekében már nincs szükség, b) a lefoglalt dolgot megváltották, az eredetileg lefoglalt dolog tekintetében, c) az eljárást megszüntették, vagy d) a nyomozás határideje lejárt. Ha a lefoglalt dolog értéktelen, és arra senki sem tart igényt, azt a lefoglalás megszüntetése után meg kell semmisíteni. Lehetőség van a lefoglalt dolog visszatartására teljesítetlen követelések esetében.
Zár alá vétel
A zár alá vétel a vagyonelkobzás vagy a polgári jogi igény biztosítása érdekében a zár alá vétel tárgya feletti rendelkezési jogot függeszti fel. Vagyonelkobzás és polgári jogi igény esetén rendelhető el valamilyen dologra, pénzügyi eszközre, elektronikus pénzre, számlapénzre, vagyoni értékű jogra és más vagyoni jellegű követelésre. A vádemelés előtt a bíróság rendeli el a zár alá vételt, ha annak célja a polgári jogi igény biztosítása, tárgyának értéke a 100 millió Ft-ot meghaladja, vagyonelkobzás alá nem eső, de a bűncselekmény elkövetéséből eredő vagyontól történő elkülönítése időigényes vagyon esetén. Utóbbi esetén legfeljebb 3 hónapig lehetséges a zár alá vétel.

## A nyomozás
A büntetőeljárás általában nyomozással kezdődik (melyet megelőz egy előkészítő eljárás, ahol azt vizsgálják felmerül-e egyáltalán a bűncselekmény gyanúja). A nyomozás felderítésből és vizsgálatból áll. A felderítés során a megalapozott gyanú megállapításához szükséges mértékben fel kell deríteni a bűncselekményt és az elkövető személyét, valamint fel kell kutatni és biztosítani kell a bizonyítási eszközöket. A vizsgálat során – szükség esetén bizonyítási eszköz beszerzése és megvizsgálása útján – az ügyészség dönt a gyanúsítottal szemben folyamatban lévő nyomozás befejezésének kérdésében. A nyomozást az eljárás megszüntetése vagy a vádemelés fejezi be. Ha a felderítés során a nyomozás elrendelésétől számított 6 hónap eltelt, a nyomozó hatóság bemutatja az ügyészségnek a nyomozás ügyiratait, egyidejűleg beszámol a nyomozás állásáról. A nyomozó hatóság ezután a beszámolóját a felderítés során 6 havonta küldi meg az ügyészségnek. A nyomozás határideje a gyanúsított kihallgatásától számított 2 év, melyet az ügyészség egyszer 6 hónappal meghosszabbíthat. Az ügyiratok megismerésére a vádemelés előtt legalább 1 hónapot kell biztosítani a védőnek és a terheltnek, akiknek a hozzájárulásával ez az idő lerövidíthető vagy mellőzhető. A nyomozás során jegyzőkönyvet kell készíteni, melyben meg kell jelölni az ügy számát, a résztvevő szerveket és személyeket, a cselekmények helyét, idejét, a bűncselekmény megnevezését, továbbá az eljárási cselekményeket, észrevételeket, indítványokat, vallomásokat, intézkedéseket, bizonyítási eszközök bemutatásának megtörténtét. Az ügyész vagy a nyomozó hatóság tagja az intézkedéséről feljegyzést készíthet, a feljegyzés tartalmi elemei hasonlók a jegyzőkönyv elemeihez. Ha a terhelt, védő, tanú vagy vagyoni érdekelt nem volt jelen, jegyzőkönyv helyett csak feljegyzés is készíthető. 

## A vádemelés
Az ügyészség a vádiratnak a bírósághoz való benyújtásával emel vádat. A vádemelés miatt nincs helye jogorvoslatnak. A vádirat tartalma: vádlott adatai, vád leírása, minősítéése, ügyész indítványa büntetés kiszabására vagy felmentésre (pl.: kóros elmeállapot esetében). Tartalmazza továbbá a bizonyítási eszközök megjelölését, az ügyészség indítványait, a bíróság és az ügyészség hatáskörét és illetékességét alátámasztó jogszabályokat, és az ügyészség közlendőit. Továbbá ha az ügyészség a kényszerintézkedés hosszabbítását kéri, a kényszerintézkedés lejárta előtt 15 nappal indítványozhatja a hosszabbítást.

## Az elsőfokú bírósági eljárás
A bíróság tárgyalást tart, ha a vádlott büntetőjogi felelősségének megállapítására bizonyítást vesznek fel. A bíróság nyilvános ülést, ülést vagy tanácsülést tart. Elsőfokon járásbíróság és törvényszék járhat el. Járásbíróság esetén alapból 1 bíró jár el, súlyos bűncselekményeknél (8 év vagy több a büntetés) az egy hivatásos bíró mellé 2 ülnökkel tanácsban hoznak döntést. Törvényszék jár el a nagyon súlyos bűncselekményeknél (pl. emberölés, kémkedés, hazaárulás, terrorcselekmény stb.). Törvényszék 1 hivatásos bíróból és 2 ülnökből álló tanácsban jár el. Az elsőfokú bíróság 3 hivatásos bíróból álló tanácsban jár el, ha az egyesbíró az ügyet a bíróság tanácsa elé utalta. Az ülnök részvétele csak a katonai vagy fiatalkorúak elleni büntetőeljárásban kötelező.
Az eljárás a vádemeléssel indul, melyet egy előkészítő ülés követ. Ha a vádirat nem hiányos, az érkezését követően 3 hónapon belül előkészítő ülést tűz a bíróság, ha a védőnek nem volt lehetősége megismerni a nyomozás és a vád anyagát, 3 munkanapon belül kérheti, hogy 1 hónap múlva kezdjék az ülést. Ezen az ülésen a vádlott akkor is köteles megjelenni, ha egyébként van védője, kézbesítési megbízottja és a tárgyaláshoz való jogáról lemondott. A vád röviden ismerteti az ügyet és magát a vádat, a bizonyítékokat. Ezt követően a vádlottat kihallgatják és kérdéseket intézhetnek egymáshoz a felek. A bíró kérdést tesz fel, hogy a vádlott elismeri-e bűnösségét. Nemleges válasz esetén tárgyalást kell lebonyolítani. Viszont, ha elismeri bűnösségét és lemondott a tárgyaláshoz való jogáról, a bíróság megvizsgálja, hogy a vádlott beszámítható-e, megértette-e a helyzetet, egyértelmű volt-e a vádlott nyilatkozata, illetve a rendelkezésre álló bizonyítékok alátámasztják-e a vádlott nyilatkozatát. Amennyiben igen, az ítélet már az előkészítő ülés során meghozható, tárgyalás tartása nélkül. Megjegyzendő, hogy ha a vádlott nem mondott le a tárgyaláshoz való jogáról, akkor hiába ismerte be bűnösségét, a tárgyalást (melyre elsődlegesen a bizonyítás végett van szükség), meg kell tartani.
A bíró válláról sok terhet vesz le a bírói kinevezésére váró titkár, hiszen nagyon sok esetben eljárhat. Bírósági titkár járhat el a következő esetekben: áttétel, egyesítés, elkülönítés, vádirat hiánypótlása kapcsán, idézés, értesítés, vádirat közlése, bizonyos esetekben az eljárás felfüggesztése, előkészítő ülés és tárgyalás kitűzése, elnapolása, intézkedés eljárási cselekmények kapcsán, adatkérés során, bűnügyi költség megállapítása, vdő kirendelése és visszahívása, költségkedvezmény, szakértő kirendelése, más bíróságoktól származó megkeresés teljesítése, némely határozat kijavítása és kiegészítése, ügyiratokban rögzített adatok egyeztetése. Az egyszerűsített felülvizsgálati eljárást bírósági titkár is lefolytathatja, de nem jogosult nyilvános ülés vagy tárgyalás tartására.

## A rendkívüli perorvoslatok
Rendkívüli perorvoslatok 

## Perújítás
A bíróság jogerős ítéletével elbírált cselekmény (alapügy) esetén perújításnak van helye, ha
a) az alapügyben akár felmerült, akár fel nem merült tényre vonatkozó olyan új bizonyítékot hoznak fel, amely valószínűvé teszi, hogy
1. a terheltet fel kell menteni, lényegesen enyhébb büntetést kell kiszabni, vagy büntetés helyett intézkedést kell alkalmazni, illetve a büntetőeljárást meg kell szüntetni,
2. a terhelt bűnösségét meg kell állapítani, vagy lényegesen súlyosabb büntetést, intézkedés helyett büntetést kell kiszabni, vagy büntetés helyett alkalmazott intézkedésnél lényegesen súlyosabb intézkedést kell alkalmazni;
b) a terhelttel szemben ugyanazon cselekmény miatt több jogerős ítéletet hoztak, vagy a terheltet nem a valódi nevén ítélték el;
c) az alapügyben hamis vagy hamisított bizonyítékot használtak fel;
d) az alapügyben a bíróság, az ügyészség vagy a nyomozó hatóság tagja a kötelességét a büntető törvénybe ütköző módon megszegte;
e) az alapügyben az ítéletet a terhelt távollétében tartott tárgyaláson hozták, 1181
f) a köztársasági elnök a terhelttel szemben indult büntetőeljárás kegyelemből történő megszüntetéséről határozott.
Perújításnak a terhelt terhére csak életében és csak az elévülési időn belül van helye. A perújítást nem zárja ki, hogy a terhelt büntetését végrehajtották, a terhelt javára szóló perújítást pedig az sem, hogy a terhelt büntethetősége megszűnt.
A perújítás megengedhetőségének kérdésében, ha az alapügyben a járásbíróság járt el első fokon, a törvényszék, ha a törvényszék járt el első fokon, az ítélőtábla dönt. A perújítási indítványt – ha azt nem az ügyész nyújtja be – a perújítás megengedhetőségének kérdésében döntésre jogosult bíróság területén működő ügyésznél kell írásban benyújtani vagy jegyzőkönyvbe mondani. Ha a bíróság a perújítási indítványt alaposnak találja, a perújítást elrendeli, és az ügyet a megismételt eljárás lefolytatása végett megküldi az alapügyben eljárt elsőfokú bíróságnak, illetőleg a megismételt eljárás lefolytatására hatáskörrel és illetékességgel rendelkező bírósághoz teszi át, egyidejűleg az alapügyben hozott bármely rendelkezés végrehajtását felfüggesztheti, illetőleg félbeszakíthatja, vagy a szükséges kényszerintézkedést elrendelheti.

## Felülvizsgálat
Felülvizsgálatnak a bíróság jogerős ügydöntő határozata ellen akkor van helye, ha
a) a terhelt felmentésére vagy az eljárás megszüntetésére, illetve a terhelt bűnösségének megállapítására, továbbá kényszergyógykezelésének elrendelésére a büntető anyagi jog szabályainak megsértése miatt került sor,
b) a bűncselekmény törvénysértő minősítése, a büntetőjog más szabályának megsértése miatt törvénysértő büntetést szabtak ki, vagy törvénysértő intézkedést alkalmaztak, illetve a büntetés végrehajtását a Btk. 86. § (1) bekezdésében foglalt kizáró ok ellenére függesztették fel,
c) a bíróság határozatának meghozatalára a 373. § (1) bekezdésének I. b) vagy c) pontjában, illetve II-IV. pontjának valamelyikében meghatározott eljárási szabálysértéssel került sor,
d) a bíróság határozatának meghozatalára a súlyosítási tilalom [354. és 355. §, 405. § (1) és (3) bek., 549. § (4) bek.] megsértésével került sor,
e) az Alkotmánybíróság a jogerős határozattal befejezett büntetőeljárás felülvizsgálatát elrendelte, feltéve, hogy a terhelt még nem mentesült a büntetett előélethez fűződő hátrányos következmények alól, vagy a kiszabott büntetés, illetőleg az alkalmazott intézkedés végrehajtása még nem fejeződött be, vagy a végrehajthatósága még nem szűnt meg,
f) a büntetőjogi felelősség megállapítására, a büntetés kiszabására vagy intézkedés alkalmazására olyan büntető jogszabály alapján került sor, amelynek alaptörvény-ellenességét az Alkotmánybíróság megállapította, de a terhelt már mentesült a büntetett előélethez fűződő hátrányos következmények alól, vagy a büntetés végrehajtása már befejeződött, illetve végrehajthatósága megszűnt, illetőleg a terhelt már nem áll az intézkedés hatálya alatt,
g) nemzetközi szerződéssel létrehozott emberi jogi szerv megállapította, hogy az eljárás lefolytatása vagy a bíróság jogerős határozata megsértette a törvényben kihirdetett nemzetközi szerződés valamely rendelkezését, feltéve, hogy a nemzetközi emberi jogi szerv joghatóságának Magyarország alávetette magát.
Felülvizsgálati indítványt a terhelt terhére a jogerős ügydöntő határozat közlésétől számított hat hónapon belül lehet előterjeszteni. A terhelt javára szóló felülvizsgálati indítvány benyújtása nincs határidőhöz kötve. Az indítvány benyújtását nem zárja ki, hogy a terhelt büntetését végrehajtották, vagy a terhelt büntethetősége megszűnt.
A felülvizsgálati indítványt a felülvizsgálat okának és céljának megjelölésével az alapügyben eljárt elsőfokú bíróságnál kell írásban benyújtani. A felülvizsgálati indítványt annál a bíróságnál is elő lehet terjeszteni, amelynek eljárását a felülvizsgálati indítvány sérelmezi. A legfőbb ügyész a felülvizsgálati indítványát – az alapügy irataival együtt – közvetlenül a Kúriánál terjeszti elő.